# Legge fondamentale di Macao
La legge fondamentale di Macao è una legge ordinaria della Cina che funge de facto da costituzione della Regione amministrativa speciale di Macao.

## Storia
La legge fondamentale è stata adottata dal Congresso nazionale del popolo il 31 marzo 1993 ed è entrata in vigore a Macao il 20 dicembre 1999, quando la sovranità sulla regione è stata trasferita dal Portogallo alla Cina. Ha sostituito la costituzione del Macao portoghese nota come "Statuto Organico di Macao".
In conformità con l'Articolo 31 della Costituzione della Repubblica Popolare Cinese, Macao ha uno status di "regione amministrativa speciale", che fornisce garanzie costituzionali per l'attuazione del principio "una Cina, due sistemi" in modo tale che l'autorità governativa e il sistema economico praticati nella Cina continentale non siano direttamente estesi a Macao e affinché quest'ultima possa perseguire il proprio sistema di libero mercato e stile di vita fino al 2049.
La Regione amministrativa speciale di Macao è parte della Cina e direttamente sotto l'autorità del Consiglio di Stato della Repubblica Popolare Cinese a Pechino, che controlla la politica estera e la difesa di Macao, ma che per il resto garantisce alla regione un "alto grado di autonomia".